# Lacs du Plaa Ségouné
Les lacs du Plaa Ségouné sont trois petits lacs de montagne situés à 2 219 mètres d'altitude sur la commune des Eaux-Bonnes, en amont du cirque de Gourette. Ils font partie des lacs du massif pyrénéen, et sont situés en pays de Béarn.

## Géographie
Les laquets sont situés en proximité directe du domaine skiable de Gourette, au sein d'un petit vallon étroit et coincé entre le Rognon de Ger (Pic de Ger), l'Amoulat et la Pène Blanque. Le site d'implantation des laquets est parsemé de cônes d'éboulement, et constitue ainsi un lieu très exposé au risque d'avalanches en hiver, les lacs étant systématiquement recouverts par la neige.
Ensemble, ils totalisent 0.3 hectares de superficie.

## Voies d'accès
La particularité de la situation des lacs oblige les randonneurs à ne circuler que sur le domaine skiable de Gourette, et ainsi sur ses pistes de ski. À partir de Gourette, il est nécessaire de rejoindre le plateau de Bézou, puis de remonter le vallon situé entre la Pène Médaa et le pic de Ger. En suivant les pistes de ski, la randonnée rejoint rapidement le plateau d'altitude du Plaa Ségouné. Il faut ensuite continuer la randonnée en direction de l'Amoulat. En entrant dans un vallon étroit semblant être une cuvette d'altitude, les lacs apparaissent.
La durée de la randonnée est estimée entre 2h et 3h.